# Nascia
Nascia là một chi bướm đêm thuộc họ Crambidae.